# Travis Willingham
Travis Hampton Willingham, född 3 augusti 1981 i Dallas, Texas, är en amerikansk skådespelare och röstskådespelare som har arbetat på olika animeserier och datorspel för Funimation/OkraTron 5000, Studiopolis och New Generation Pictures. Hans mest kända roller inkluderar Roy Mustang i Fullmetal Alchemist, Cleo Aiolos Corbeille de Veil i Glass Fleet, Yu Kanda i D.Gray-man, Portgás D. Ace i Funimation-dubbningen av One Piece, Takashi Morinozuka i Ouran High School Host Club, Zetsu i Naruto, den nuvarande rösten till Knuckles Echidna i Sonic the Hedgehog-serien, och för den nuvarande rösten till Thor i Marvels animerade serier. Han är CEO och en av spelarna och grundarna av webbserien och medieföretaget Critical Role. Han gifte sig med röstskådespelerskan Laura Bailey den 25 september 2011. De båda är bosatta för närvarande i Los Angeles.

## Filmografi

### Röstroller

#### Anime
| - Black Blood Brothers – Badrick - Blassreiter – Herman Salza - BlazBlue Alter Memory - Relius Clover - Bleach-serien – Kokutō, Love Aikawa, Akon, Wabisuke, Aisslinger Wernarr, Hyōrinmaru, Findorr Calius, Charlotte Chuhlhourne, Ashido Kanō, Kūgo Ginjō - Blue Gender: The Warrior - Control Operator A - Case Closed – Various - Code Geass: Lelouch of the Rebellion – Andreas Darlton - Darker than Black – Amagiri - Daphne in the Brilliant Blue – Wilfred Kim - D.Gray-man – Yu Kanda - Digimon Data Squad – Boomer (Avsnitt. 6), Tortomon (Avsnitt. 6) - Digimon Fusion – Knightmon, Vilemon, Angemon (Avsnitt. 13), Musyamon (Avsnitt. 23–24), Karatenmon, Huanglongmon - Ergo Proxy – Iggy - Fullmetal Alchemist-serien – Roy Mustang - Genesis of Aquarion – Pierre Vieira - Ghost Hunt – Houshou Takigawa - Glass Fleet – Cleo Aiolos Corbeille de Veil - Gun Sword – Kaiji - Hellsing Ultimate – Wild Geese Adjutant (Avsnitt. 3), Wild Geese Deputy (Eps. 4, 6) | - I"s Pure – Samejma - Kekkaishi – Tokimori Hazama, Teacher (Avsnitt. 8), Man (Avsnitt. 49) - Kenichi: The Mightiest Disciple – Loki - Marvel Anime – Mastermind, Jun Sanada, Nagato Sakurai/Ramon Zero - Monster – Christof Sievernich - Mushishi – Ginko - Naruto-serien – Seimei, Zetsu, Jugo, Fudo - Nodame Cantabile – Manabu Sakuma - One Piece – Portgas D. Ace (Funimation dubbning) - Ouran High School Host Club – Takashi Morinozuka - School Rumble – Masakazu Tougou, Olika röstroller - Sengoku Basara-serien – Katakura Kojuro - Soul Eater – Free - Shin-chan – Kenta, Phantom Scarecrow - Shuffle! – Eustoma (King of Gods) - Tiger & Bunny – Antonio Lopez/Rock Bison - The Tower of Druaga – Neeba - Tsubasa Tokyo Revelations – Kusanagi Shiryu - Vampire Knight-serien – Toga Yagari - Yu Yu Hakusho – Mitsunari Yanagisawa, Touou |

#### Animerade serier
- Avengers Assemble – Thor, Bulldozer, Trick Shot, Olika röstroller
- Doctor Lollipop – Doctor Woodsman
- DC Super Friends - Lex Luthor
- G.I. Joe: Renegades – Sully
- Hulk och agenterna K.R.O.S.S.A. – Thor
- Phineas and Ferb: Mission Marvel – Thor
- Regular Show – Stash, Rich Steve,[6] Olika röstroller
- Sofia the First – King Roland II, Royal Announcer
- Sonic Boom – Knuckles[7]
- The Legend of Korra – Ganbat, Olika röstroller
- The Super Hero Squad Show – Hulken, Human Torch, Executioner, Piledriver, Hyperion, Zeus
- Ultimate Spider-Man – Thor, Executioner, Wodin

#### Filmer
- Batman: Assault on Arkham – Morgue Guy
- Ghost in the Shell 2: Innocence – Kim
- JLA Adventures: Trapped in Time – Gorilla Grodd
- Lego Batman: The Movie – DC Super Heroes Unite – Superman
- Mass Effect: Paragon Lost – Captain Toni
- Scooby-Doo! Stage Fright – Waldo
- Tekken: Blood Vengeance – Jin (krediterad som Darren Daniels)
- Vexille – Cdr. Leon Fayden

#### Datorspel
| - Aliens: Colonial Marines – O'Neil - Ape Escape-serien – Grid Core - Arcania: Gothic 4 – Olika röstroller - Armored Core 5 – Leon, Olika röstroller - Batman: Arkham Knight – Olika röstroller - Battlefield 3 – Ralph Pogosian - Battlefield Hardline – Detective Carl Stoddard - Binary Domain – Dan Marshall - Bionicle: The Game – Toa Tahu Mata/Nuva (okrediterad) - BlazBlue: Continuum Shift – Relius Clover - BlazBlue: Chrono Phantasma – Relius Clover - Bleach: Soul Resurreccion – Kokuto (okrediterad) - Call of Duty: Black Ops – Sergei Kozin - Call of Duty: Ghosts – Olika röstroller - Castlevania: The Dracula X Chronicles – Death (okrediterad) - Catherine – Jonathan "Jonny" Ariga - Comic Jumper: The Adventures of Captain Smiley – Winklemeyer's Orderlies, bybor från Nerthus, Museumvakter - Cross Edge – Jedah Dohma (okrediterad) - Dawn of Mana – Stroud (okrediterad) - Deadpool – Brawler 1 - Diablo III: Reaper of Souls - Olika röstroller - Disney Infinity – Olika röstroller - Disney Infinity 2.0: Marvel Super Heroes – Thor - Disney Infinity 3.0 – Thor - Dragon Ball-serien – Cell - Dragonball Evolution – Yamcha (okrediterad) - Dynasty Warriors-serien – Xu Huang, Zhou Tai (okrediterad) - Far Cry 4 – Paul "De Pleur" Harmon - Fight Night Champion – Isaac Frost - Final Fantasy Fables: Chocobo's Dungeon – Volg (okrediterad) - Final Fantasy Type-0 HD – Ryid Uruk - Final Fantasy XIII – Cocoon invånare - Final Fantasy XIII-2 – Olika röstroller - Fire Emblem: Awakening – Lon'qu (okrediterad), Brady - For Honor – Raider (Manlig) - Fullmetal Alchemist-serien – Roy Mustang - Gears of War: Judgment – COG Sergeant, Onyx Officer - Ghostbusters: The Video Game – Olika röstroller - Grand Theft Auto V – Lokala befolkningen - Halo 4 – Jul 'Mdama, Paul DeMarco - Halo: The Master Chief Collection – Frederic-104, Prophet Steward - Halo 5: Guardians – Frederic-104, Edward Buck - Heroes of the Storm – Gazlowe - Infamous Second Son – Reggie Rowe - Infamous First Light – Shane - Infinite Crisis – Mecha Superman - Knack – Ryder - Killer Is Dead – Hamada-Yama - The Last of Us – Olika röstroller - League of Legends – Azir, Talon - Lego Batman 2: DC Super Heroes – Superman, Bizarro, Gorilla Grodd, Shazam - Lego Batman 3: Beyond Gotham – Superman - Lego Dimensions – Superman - Lego Jurassic World – Olika röstroller - Lego Marvel Super Heroes – Thor, Mastermind, Sabretooth, Dormammu, Star-Lord - Lightning Returns: Final Fantasy XIII – Olika röstroller - Lunar: Silver Star Harmony – Kyle (okrediterad) - Mad Max – Olika röstroller - Magna Carta 2 – Commander Raud - Marvel Heroes – Green Goblin, Hercules | - Marvel Super Hero Squad – Hulken - Marvel Super Hero Squad: Comic Combat – Hulken - Marvel Super Hero Squad: The Infinity Gauntlet – Hulken - Metal Gear Rising: Revengeance – Andrey Dolzaev - Metro: Last Light – Engelsk röstroll - Middle-earth: Shadow of Mordor – Hirgon, Nemesis Orcs - Murdered: Soul Suspect – Javler "Rex" Reyes - Naruto-serien – Jugo, Zetsu - One Piece: Unlimited Adventure – Portgas D. Ace - Persona 3 Portable – Theodore (okrediterad) - Persona 4 Arena Ultimax – Theodore (okrediterad) - Ratchet & Clank: Into the Nexus – Weapon Grummel - Saints Row IV – Virtual Steelport - Saints Row: Gat out of Hell – Satan - Samurai Warriors 3 – Uesugi Kenshin (okrediterad) - Sengoku Basara: Samurai Heroes – Katakura Kojuro - Shin Megami Tensei: Devil Survivor Overclocked – Tadashi Nikaido (okrediterad) - Silent Hill 2 HD Collection – Ernest Baldwin (okrediterad) - Skylanders: Giants – Voice actors - Skylanders: Swap Force – Doom Stone, Eye-Brawl - Skylanders: Trap Team – Buzz, Eye-Brawl/Eye-Small, Doom Stone - Sonic the Hedgehog-serien – Knuckles the Echidna (2010–idag) - All-Stars Racing Transformed - Boom/Toon (datorspel) - Knuckles the Echidna - Fire & Ice - Rise of Lyric/Ancient Treasure - Shattered Crystal/Island Adventure - Sonic Dash 2 - Colors - Knuckles the Echidna (DS version) (krediterad som Kent Hampton) - Free Riders - Knuckles the Echidna och Storm the Albatross (krediterad som Kent Hampton) - Generations - Modern Knuckles (Konsol/PC-versionen) (krediterad som Kent Hampton) - Lost World - Knuckles the Echidna and Zavok (krediterad som Kent Hampton) - Mario & Sonic at the Olympic Games (serien) - Knuckles the Echidna - London 2012 - Rio 2016 - Sochi 2014 - Soulcalibur V - Olika röstroller (krediterad som Travis Willingrod) - Star Ocean: The Last Hope – Bacchus D-79, King of Astral (okrediterad) - Street Fighter-serien – Guile - Tales of Vesperia – Clint, Barbatos (okrediterad) - Tales of Xillia – Gaius (okrediterad) - Tales of Xillia 2 – Gaius (okrediterad) - The Crew – Dayton - The Elder Scrolls Online – Olika röstroller - The Last Remnant – Torgal (krediterad som Johnny Hildo) - The World Ends with You – Yodai Higashizawa - Time Crisis 4 – Evan Bernard (krediterad i arkadversionen, okrediterad i konsolversionen) - Transformers-serien – Stratosphere, Sideswipe, Slug, Onslaught, Hot Shot i bland annat Transformers: War for Cybertron och Transformers: Fall of Cybertron - Trauma Team – Gabriel Cunningham (okrediterad) - Valkyria Chronicles II – Berättaren, Hubert Brixham - Valkyrie Profile 2: Silmeria – Adonis, Aegis, Alm, Ehrde, Falx, Gabriel Celeste, Woltar (okrediterad) - Warriors Orochi – Zhou Tai, Xu Huang (okrediterad) - Warriors Orochi 2 – Zhang Liao, Zhou Tai (okrediterad) - WildStar – Durek Stonebreaker, Exiled Male, Lowborn Male - World of Warcraft: Mists of Pandaria – Rell Nightwind, Grizzle Gearslip - World of Warcraft: Warlords of Draenor - Olika röstroller - Zero Escape: Virtue's Last Reward – K |

### Live-action roller

#### Live Action
- The Clean-Up Crew – Inspector Harris
- Genghis Khan: To the Ends of the Earth and Sea – Jamuga (Engelsk dubbning)
- Goemon – Goemon Ishikawa (Engelsk dubbning)
- The Guardian – Travis Finley
- Nip/Tuck – Big Jane (Avsnitt: Briggitte Reinholt)
- A Perfect Getaway – Tommy
- Prison-A-Go-Go! – Dr. Hurtrider
- Prison Break – Soldat #1 (Avsnitt: VS)
- Secondhand Lions – Hood
- Resistance: Project Abraham – Nathan Hale
- Shelf Life – Hero Man
- The Phoenix Incident – Mitch Adams
- The Substitute – John
- To Have and to Hold – Lord Canal
- War of the Arrows – Choi Nam-yi (Engelsk dubbning)
- The New Adventures of Old Christine – Masseuse (Avsnitt: Up in the Airport)

#### Webbshower
- Critical Role – Grog/Fjord/Chetney/Bertrand/Sig själv